# Северный Биоко
Северный Биоко (фр. Bioko-Norte; исп. и порт. Bioko Norte) — одна из 7 провинций в Экваториальной Гвинее.
- Административный центр — город Малабо, который является также центром Островного региона и столицей государства.
- Площадь — 776 км², население — 231 428 человек (2001 год).

## География
Расположена в северной части острова Биоко. На юге граничит с провинцией Южный Биоко. Омывается водами залива Биафра (составная часть Гвинейского залива).

## Административное деление
Провинция делится на 3 муниципалитета:
- Малабо (Malabo)
- Бани (Baney)
- Ребола (Rebola)